# Hampus Andersson
Sven Hampus Andersson, född 20 februari 1993 i Torslanda, är en svensk fotbollsledare som är sportchef i norska Sarpsborg 08. Han var tidigare fotbollsspelare i bland annat Gais och Ljungskile SK.

## Biografi

### Aktiv karriär
Anderssons moderklubb är IK Zenith. Andersson spelade som junior även för BK Häcken, där han under 2011 var med och vann SM-guld med klubbens U19-lag. Under 2012 spelade han en landskamp för Sveriges U19-landslag.
Inför säsongen 2013 skrev Andersson på för Gais, där han blev kvar i två säsonger och sammanlagt spelade 43 seriematcher (1 mål) i Superettan. Inför säsongen 2015 skrev Andersson på ett tvåårskontrakt med Ljungskile SK. Han missade hela säsongen 2016 på grund av en knäskada, och tvingades sedan avsluta sin elitkarriär på grund av skadan. Han spelade därefter enstaka matcher med IK Virgo mellan 2017 och 2022 innan han helt slutade spela fotboll.

### Ledarkarriär
Efter den aktiva karriären blev Andersson först tränare för Häckens ungdomslag. Klubbens dåvarande A-lagstränare Andreas Alm ville ha en analytiker, och Andersson rekryterades i denna roll. Han blev så småningom chefsscout för BK Häcken, vilket han var i två omgångar – först i 1,5 år under sportchefen Sonny Karlsson och därefter i tre år under Martin Ericsson. Sommaren 2023 gick han vidare till norska Sarpsborg 08, där han ersatte Thomas Berntsen som sportchef.